# Stary Krym
Stary Krym (ukr. Старий Крим, krymskotat. Eski Qırım, ros. Старый Крым) – ukraińskie miasto we wschodniej części Półwyspu Krymskiego, które od marca 2014 jest okupowane przez Rosję. Według spisu z 2014 roku miasto zamieszkiwało 9277 osób.
W mieście rozwinął się przemysł materiałów budowlanych oraz odzieżowy